# Liste des communes des Pays-Bas

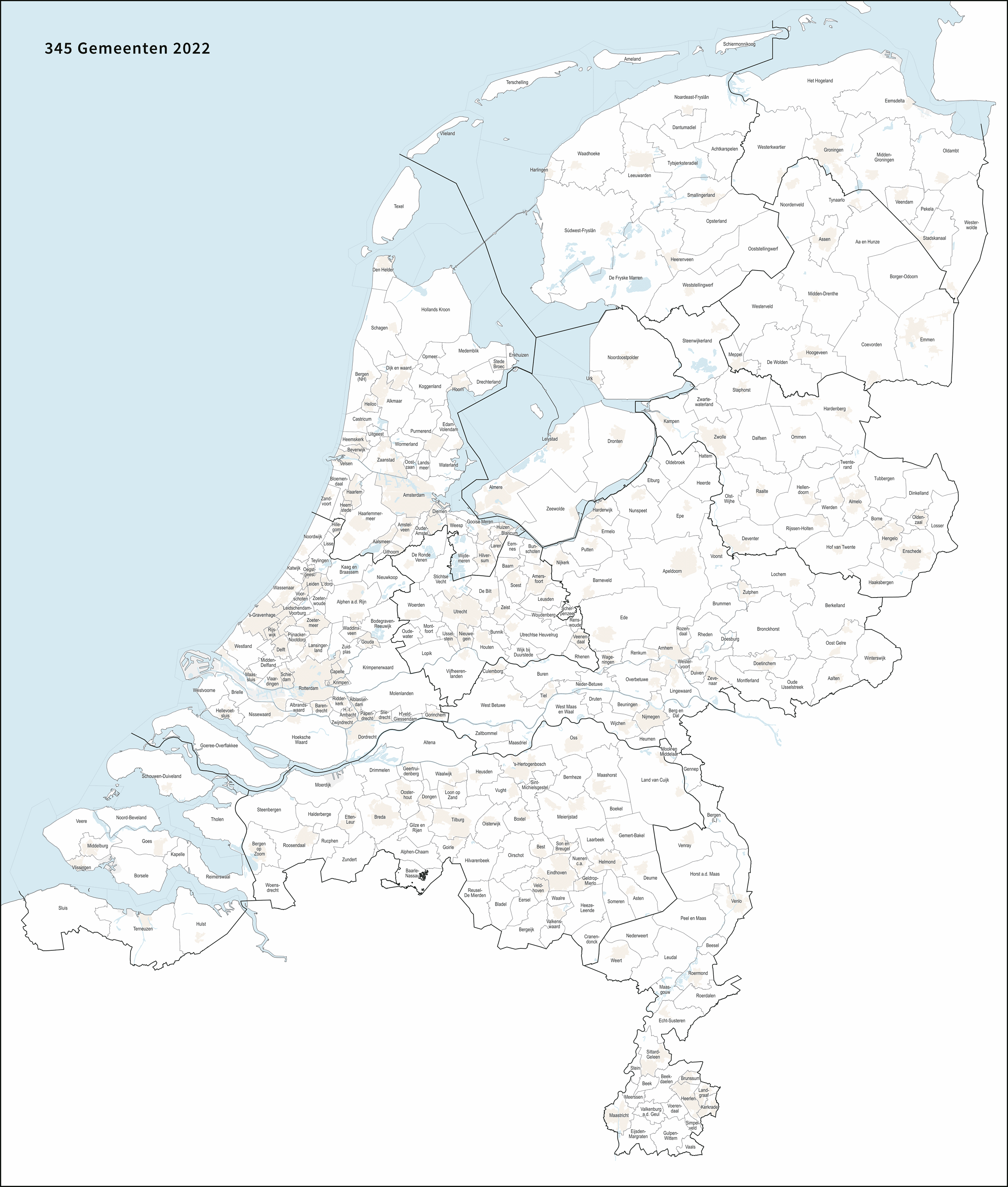
Carte des communes des Pays-Bas au 1er janvier 2022.

Cet article est une liste des communes des Pays-Bas. Au 1er janvier 2022, il existe 345 communes (en néerlandais : gemeenten), ainsi que trois communes à statut particulier (bijzondere gemeenten ou openbare lichamen), Bonaire, Saba et Saint-Eustache, créées des suites de la dissolution de la fédération des Antilles néerlandaises.

## Histoire
Les communes voient leur limite fixée officiellement en 1832, à travers un premier cadastre. En 1851, le gouvernement de Johan Thorbecke fait passer une première loi de fusion de communes, tandis que Ruud Lubbers et Wim Kok, exerçant la fonction de Premier ministre dans les années 1980 et 1990, insistent de nouveau sur la décentralisation. Alors qu'elles sont au nombre de 1 209 en 1850, il existe 1 121 communes aux Pays-Bas en 1900, puis 1 015 en 1950. En 2000, le pays compte 537 communes, nombre ramené à 431 en 2010 et 355 en 2020, pour une moyenne de 45 000 habitants environ par commune.

## Liste

### Liste des communes
| Commune                       | Province                | Superficie totale (km2) | Superficie terrestre (km2) | Superficie aquatique (km2) | Population | Date de recensement | Densité (en hab./km2) | Bourgmestre                   | Parti politique | Carte                                                    |
| ----------------------------- | ----------------------- | ----------------------- | -------------------------- | -------------------------- | ---------- | ------------------- | --------------------- | ----------------------------- | --------------- | -------------------------------------------------------- |
| Aa en Hunze                   | Drenthe                 | 278,88                  | 276,35                     | 2,53                       | 25 241     | 1er janvier 2016    | 91,34                 | Anno Wietze Hiemstra          | CDA             | Carte de localisation d'Aa en Hunze                      |
| Aalsmeer                      | Hollande-Septentrionale | 32,29                   | 20,44                      | 11,85                      | 31 307     | 1er janvier 2016    | 1 531,65              | Gido Oude Kotte               | CDA             | Carte de localisation d'Aalsmeer                         |
| Aalten                        | Gueldre                 | 97,03                   | 96,51                      | 0,52                       | 26 909     | 1er janvier 2016    | 278,82                | Bert Berghoef                 | CDA             | Carte de localisation d'Aalten                           |
| Achtkarspelen                 | Frise                   | 103,98                  | 102,40                     | 1,58                       | 28 010     | 1er janvier 2016    | 273,54                | Gerben Gerbrandy              | FNP             | Carte de localisation d'Achtkarspelen                    |
| Alblasserdam                  | Hollande-Méridionale    | 10,06                   | 8,79                       | 1,27                       | 19 950     | 1er janvier 2016    | 2 269,62              | Jaap Paans                    | VVD             | Carte de localisation d'Alblasserdam                     |
| Albrandswaard                 | Hollande-Méridionale    | 23,76                   | 21,87                      | 1,89                       | 25 007     | 1er janvier 2016    | 1 143,44              | Jolanda de Witte              | D66             | Carte de localisation d'Albrandswaard                    |
| Alkmaar                       | Hollande-Septentrionale | 117,35                  | 110,46                     | 6,89                       | 108 558    | 1er janvier 2019    | 982,78                | Emile Roemer                  | SP              | Carte de localisation d'Alkmaar                          |
| Almelo                        | Overijssel              | 69,41                   | 67,42                      | 1,99                       | 72 438     | 1er janvier 2016    | 1 074,43              | Jon Hermans-Vloedbeld         | VVD             | Carte de localisation d'Almelo                           |
| Almere                        | Flevoland               | 248,77                  | 129,19                     | 119,58                     | 207 904    | 1er janvier 2019    | 1 609,29              | Franc Weerwind                | D66             | Carte de localisation d'Almere                           |
| Alphen-Chaam                  | Brabant-Septentrional   | 93,51                   | 93,02                      | 0,49                       | 9 918      | 1er janvier 2016    | 106,62                | Joerie Minses                 | Ind.            | Carte de localisation d'Alphen-Chaam                     |
| Alphen-sur-le-Rhin            | Hollande-Méridionale    | 132,50                  | 126,23                     | 6,27                       | 110 986    | 1er janvier 2019    | 879,24                | Liesbeth Spies                | CDA             | Carte de localisation d'Alphen-sur-le-Rhin               |
| Altena                        | Brabant-Septentrional   | 226,64                  | 200,63                     | 26,01                      | 55 386     | 1er janvier 2019    | 276,06                | Egbert Lichtenberg            | CDA             | Carte de localisation d'Altena                           |
| Ameland                       | Frise                   | 268,50                  | 59,11                      | 209,39                     | 3 752      | 1er août 2020       | 63,47                 | Leo Pieter Stoel              | VVD             | Carte de localisation d'Ameland                          |
| Amersfoort                    | Utrecht                 | 63,86                   | 62,62                      | 1,24                       | 156 286    | 1er janvier 2019    | 2 495,78              | Lucas Bolsius                 | CDA             | Carte de localisation d'Amersfoort                       |
| Amstelveen                    | Hollande-Septentrionale | 44,08                   | 41,13                      | 2,95                       | 90 838     | 1er janvier 2019    | 2 208,56              | Tjapko Poppens                | VVD             | Carte de localisation d'Amstelveen                       |
| Amsterdam                     | Hollande-Septentrionale | 219,49                  | 165,50                     | 53,99                      | 862 965    | 1er janvier 2019    | 5 214,29              | Femke Halsema                 | GL              | Carte de localisation d'Amsterdam                        |
| Apeldoorn                     | Gueldre                 | 341,15                  | 339,89                     | 1,26                       | 162 445    | 1er janvier 2019    | 477,93                | Petra van Wingerden-Boers     | VVD             | Carte de localisation d'Apeldoorn                        |
| Arnhem                        | Gueldre                 | 101,54                  | 97,82                      | 3,72                       | 159 265    | 1er janvier 2019    | 1 628,14              | Ahmed Marcouch                | PvdA            | Carte de localisation d'Arnhem                           |
| Assen                         | Drenthe                 | 83,45                   | 81,94                      | 1,51                       | 67 073     | 1er janvier 2016    | 818,56                | Marco Out                     | Ind.            | Carte de localisation d'Assen                            |
| Asten                         | Brabant-Septentrional   | 71,34                   | 70,21                      | 1,13                       | 16 584     | 1er janvier 2016    | 236,21                | Hubert Vos                    | CDA             | Carte de localisation d'Asten                            |
| Baarle-Nassau                 | Brabant-Septentrional   | 76,21                   | 76,16                      | 0,05                       | 6 612      | 1er janvier 2016    | 86,82                 | Marjon de Hoon-Veelenturf     | CDA             | Carte de localisation de Baerle-Nassau                   |
| Baarn                         | Utrecht                 | 33,01                   | 32,53                      | 0,48                       | 24 528     | 1er janvier 2016    | 754,01                | Mark Röell                    | VVD             | Carte de localisation de Baarn                           |
| Barendrecht                   | Hollande-Méridionale    | 21,73                   | 19,83                      | 1,90                       | 47 844     | 1er janvier 2016    | 2 412,71              | Jan van Belzen                | SGP             | Carte de localisation de Barendrecht                     |
| Barneveld                     | Gueldre                 | 176,69                  | 175,96                     | 0,73                       | 55 437     | 1er janvier 2016    | 315,05                | Asje van Dijk                 | CDA             | Carte de localisation de Barneveld                       |
| Beek                          | Limbourg                | 21,03                   | 21,03                      | 0,00                       | 16 065     | 1er janvier 2016    | 763,91                | Christine van Basten-Boddin   | D66             | Carte de localisation de Beek                            |
| Beekdaelen                    | Limbourg                | 78,49                   | 78,29                      | 0,2                        | 35 771     | 31 janvier 2019     | 456,90                | Eric Geurts                   | PvdA            | Carte de localisation de Beekdaelen                      |
| Beemster                      | Hollande-Septentrionale | 72,07                   | 70,58                      | 1,49                       | 9 748      | 1er janvier 2019    | 138,11                | Joyce van Beek                | CDA             | Carte de localisation de Beemster                        |
| Beesel                        | Limbourg                | 29,15                   | 28,14                      | 1,01                       | 13 387     | 1er janvier 2016    | 475,73                | Petra Dassen-Housen           | CDA             | Carte de localisation de Beesel                          |
| Berg en Dal                   | Gueldre                 | 44,14                   | 44,14                      | 0,00                       | 34 307     | 1er janvier 2016    | 777,23                | Mark Slinkman                 | CDA             | Carte de localisation de Berg en Dal                     |
| Berg-op-Zoom                  | Brabant-Septentrional   | 93,13                   | 80,04                      | 13,09                      | 66 206     | 1er janvier 2016    | 827,16                | Frank Petter                  | CDA             | Carte de localisation de Berg-op-Zoom                    |
| Bergeijk                      | Brabant-Septentrional   | 101,73                  | 101,18                     | 0,55                       | 18 256     | 1er janvier 2016    | 180,43                | Arinda Callewaert             | CDA             | Carte de localisation de Bergeijk                        |
| Bergen                        | Hollande-Septentrionale | 119,46                  | 97,10                      | 22,36                      | 29 947     | 1er janvier 2016    | 308,41                | Hetty Hafkamp                 | GL              | Carte de localisation de Bergen, Hollande-Septentrionale |
| Bergen                        | Limbourg                | 108,48                  | 103,78                     | 4,70                       | 13 088     | 1er janvier 2016    | 126,11                | Manon Pelzer                  | CDA             | Carte de localisation de Bergen, Limburg                 |
| Berkelland                    | Gueldre                 | 260,53                  | 258,69                     | 1,84                       | 44 443     | 1er janvier 2016    | 171,80                | Joost van Oostrum             | VVD             | Carte de localisation de Berkelland                      |
| Bernheze                      | Brabant-Septentrional   | 90,41                   | 89,75                      | 0,66                       | 29 888     | 1er janvier 2016    | 333,01                | Marieke Moorman               | PvdA            | Carte de localisation de Bernheze                        |
| Best                          | Brabant-Septentrional   | 35,10                   | 34,31                      | 0,79                       | 28 988     | 1er janvier 2016    | 844,88                | Anton van Aert                | PvdA            | Carte de localisation de Best                            |
| Beuningen                     | Gueldre                 | 47,09                   | 43,70                      | 3,39                       | 25 285     | 1er janvier 2016    | 578,60                | Carol van Eert                | PvdA            | Carte de localisation de Beuningen                       |
| Beveland-du-Nord              | Zélande                 | 121,51                  | 85,82                      | 35,69                      | 7 416      | 1er janvier 2016    | 86,41                 | Letty Demmers-van der Geest   | D66             | Carte de localisation de Noord-Beveland                  |
| Beverwijk                     | Hollande-Septentrionale | 20,09                   | 18,34                      | 1,75                       | 40 309     | 1er janvier 2016    | 2 197,87              | Freek Ossel                   | PvdA            | Carte de localisation de Beverwijk                       |
| De Bilt                       | Utrecht                 | 67,13                   | 66,30                      | 0,83                       | 42 378     | 1er janvier 2016    | 639,19                | Arjen Gerritsen               | VVD             | Carte de localisation de De Bilt                         |
| Bladel                        | Brabant-Septentrional   | 75,62                   | 75,35                      | 0,27                       | 19 971     | 1er janvier 2016    | 265,04                | Boy Swachten                  | VVD             | Carte de localisation de Bladel                          |
| Blaricum                      | Hollande-Septentrionale | 15,56                   | 11,11                      | 4,45                       | 11 202     | 1er janvier 2019    | 1 008,28              | Joan de Zwart-Bloch           | D66             | Carte de localisation de Blaricum                        |
| Bloemendaal                   | Hollande-Septentrionale | 45,18                   | 39,73                      | 5,45                       | 22 292     | 1er janvier 2016    | 561,09                | Bernt Schneiders              | PvdA            | Carte de localisation de Bloemendaal                     |
| Bodegraven-Reeuwijk           | Hollande-Méridionale    | 88,64                   | 75,69                      | 12,95                      | 33 451     | 1er janvier 2016    | 441,95                | Christiaan van der Kamp       | CDA             | Carte de localisation de Bodegraven-Reeuwijk             |
| Boekel                        | Brabant-Septentrional   | 34,52                   | 34,51                      | 0,01                       | 10 253     | 1er janvier 2016    | 297,10                | Pierre Bos                    | CDA             | Carte de localisation de Boekel                          |
| Bois-le-Duc                   | Brabant-Septentrional   | 117,81                  | 109,99                     | 7,82                       | 154 205    | 1er janvier 2019    | 1 401,99              | Jack Mikkers                  | VVD             | Carte de localisation de Bois-le-Duc                     |
| Borger-Odoorn                 | Drenthe                 | 277,89                  | 275,27                     | 2,62                       | 25 369     | 1er janvier 2016    | 92,16                 | Jan Seton                     | CDA             | Carte de localisation de Borger-Odoorn                   |
| Borne                         | Overijssel              | 26,16                   | 26,00                      | 0,16                       | 22 345     | 1er janvier 2016    | 859,42                | Rob Welten                    | CDA             | Carte de localisation de Borne                           |
| Borsele                       | Zélande                 | 194,52                  | 141,72                     | 52,80                      | 22 613     | 1er janvier 2016    | 159,56                | Gerben Dijksterhuis           | CU              | Carte de localisation de Borsele                         |
| Boxmeer                       | Brabant-Septentrional   | 113,84                  | 111,51                     | 2,33                       | 28 467     | 1er janvier 2016    | 255,29                | Karel van Soest               | VVD             | Carte de localisation de Boxmeer                         |
| Boxtel                        | Brabant-Septentrional   | 64,85                   | 63,73                      | 1,12                       | 30 807     | 1er août 2020       | 483,40                | Ronald van Meygaarden         | Ind.            | Carte de localisation de Boxtel                          |
| Bréda                         | Brabant-Septentrional   | 128,68                  | 125,74                     | 2,94                       | 183 873    | 1er janvier 2019    | 1 462,33              | Paul Depla                    | PvdA            | Carte de localisation de Bréda                           |
| Brielle                       | Hollande-Méridionale    | 31,14                   | 27,56                      | 3,58                       | 16 641     | 1er janvier 2016    | 603,81                | Gregor Rensen                 | PvdA            | Carte de localisation de Brielle                         |
| Bronckhorst                   | Gueldre                 | 286,42                  | 283,56                     | 2,86                       | 36 499     | 1er janvier 2016    | 128,72                | Marianne Besselink            | PvdA            | Carte de localisation de Bronckhorst                     |
| Brummen                       | Gueldre                 | 85,01                   | 83,97                      | 1,04                       | 20 491     | 1er janvier 2016    | 249,39                | Alex van Hedel                | VVD             | Carte de localisation de Brummen                         |
| Brunssum                      | Limbourg                | 17,34                   | 17,21                      | 0,13                       | 28 450     | 1er janvier 2016    | 1 653,11              | Luc Winants                   | CDA             | Carte de localisation de Brunssum                        |
| Bunnik                        | Utrecht                 | 37,57                   | 36,95                      | 0,62                       | 14 767     | 1er janvier 2016    | 399,65                | Hans Martijn Ostendorp        | CDA             | Carte de localisation de Bunnik                          |
| Bunschoten                    | Utrecht                 | 34,81                   | 30,44                      | 4,37                       | 20 827     | 1er janvier 2016    | 684,20                | Melis van de Groep            | CU              | Carte de localisation de Bunschoten                      |
| Buren                         | Gueldre                 | 142,92                  | 134,26                     | 8,66                       | 26 208     | 1er janvier 2016    | 195,20                | Jan de Boer                   | D66             | Carte de localisation de Buren                           |
| Capelle aan den IJssel        | Hollande-Méridionale    | 15,40                   | 14,25                      | 1,15                       | 66 514     | 1er janvier 2016    | 4 667,65              | Peter Oskam                   | CDA             | Carte de localisation de Capelle aan den Ijssel          |
| Castricum                     | Hollande-Septentrionale | 60,37                   | 49,67                      | 10,70                      | 34 599     | 1er janvier 2016    | 696,58                | Toon Mans                     | VVD             | Carte de localisation de Castricum                       |
| Coevorden                     | Drenthe                 | 299,69                  | 296,54                     | 3,15                       | 35 389     | 1er janvier 2016    | 119,34                | Bert Bouwmeester              | D66             | Carte de localisation de Coevorden                       |
| Cranendonck                   | Brabant-Septentrional   | 78,05                   | 76,45                      | 1,60                       | 20 662     | 1er janvier 2016    | 270,27                | Marga Vermue-Vermue           | CDA             | Carte de localisation de Cranendonck                     |
| Cuijk                         | Brabant-Septentrional   | 57,07                   | 51,29                      | 5,78                       | 24 603     | 1er janvier 2016    | 479,68                | Wim Hillenaar                 | CDA             | Carte de localisation de Cuijk                           |
| Culembourg                    | Gueldre                 | 31,14                   | 29,42                      | 1,72                       | 27 647     | 1er janvier 2016    | 939,73                | Roland van Schelven           | D66             | Carte de localisation de Culembourg                      |
| Dalfsen                       | Overijssel              | 166,52                  | 165,13                     | 1,39                       | 27 913     | 1er janvier 2016    | 169,04                | Han Noten                     | PvdA            | Carte de localisation de Dalfsen                         |
| Dantumadiel                   | Frise                   | 87,53                   | 85,41                      | 2,12                       | 19 012     | 1er janvier 2016    | 222,60                | Sicko Heldoorn                | PvdA            | Carte de localisation de Dantumadiel                     |
| Delft                         | Hollande-Méridionale    | 24,06                   | 22,65                      | 1,41                       | 103 163    | 1er janvier 2019    | 4 554,66              | Marja van Bijsterveldt        | CDA             | Carte de localisation de Delft                           |
| Deurne                        | Brabant-Septentrional   | 118,36                  | 117,03                     | 1,33                       | 31 871     | 1er janvier 2016    | 272,33                | Hilko Mak                     | CDA             | Carte de localisation de Deurne                          |
| Deventer                      | Overijssel              | 134,33                  | 130,68                     | 3,65                       | 99 957     | 1er janvier 2019    | 764,90                | Ron König                     | D66             | Carte de localisation de Deventer                        |
| Diemen                        | Hollande-Septentrionale | 14,04                   | 11,99                      | 2,05                       | 29 196     | 1er janvier 2019    | 2 435,03              | Erik Boog                     | D66             | Carte de localisation de Diemen                          |
| Dinkelland                    | Overijssel              | 176,82                  | 175,76                     | 1,06                       | 26 112     | 1er janvier 2016    | 148,57                | Roel Cazemier                 | VVD             | Carte de localisation de Dinkelland                      |
| Doesburg                      | Gueldre                 | 12,96                   | 11,57                      | 1,39                       | 11 336     | 1er janvier 2016    | 979,78                | Loes van der Meijs            | VVD             | Carte de localisation de Doesburg                        |
| Doetinchem                    | Gueldre                 | 79,66                   | 79,06                      | 0,60                       | 56 832     | 1er janvier 2016    | 718,85                | Niels Joosten                 | VVD             | Carte de localisation de Doetinchem                      |
| Dongen                        | Brabant-Septentrional   | 29,72                   | 29,29                      | 0,43                       | 25 425     | 1er janvier 2016    | 868,04                | Marina Starmans-Gelijns       | VVD             | Carte de localisation de Dongen                          |
| Dordrecht                     | Hollande-Méridionale    | 99,47                   | 78,54                      | 20,93                      | 118 654    | 1er janvier 2019    | 1 510,75              | Wouter Kolff                  | VVD             | Carte de localisation de Dordrecht                       |
| Drechterland                  | Hollande-Septentrionale | 80,74                   | 59,10                      | 21,64                      | 19 404     | 1er janvier 2016    | 328,32                | Michiel Pijl                  | CDA             | Carte de localisation de Drechterland                    |
| Drimmelen                     | Brabant-Septentrional   | 119,43                  | 96,13                      | 23,30                      | 26 835     | 1er janvier 2016    | 279,15                | Gert de Kok                   | PvdA            | Carte de localisation de Drimmelen                       |
| Dronten                       | Flevoland               | 423,89                  | 333,89                     | 90,00                      | 40 616     | 1er janvier 2016    | 121,64                | Aat de Jonge                  | CDA             | Carte de localisation de Dronten                         |
| Druten                        | Gueldre                 | 42,46                   | 37,71                      | 4,75                       | 18 407     | 1er janvier 2016    | 488,12                | Luciën van Riswijk            | CDA             | Carte de localisation de Druten                          |
| Duiven                        | Gueldre                 | 35,19                   | 33,92                      | 1,27                       | 25 437     | 1er janvier 2016    | 749,91                | Rik de Lange                  | PvdA            | Carte de localisation de Duiven                          |
| Echt-Susteren                 | Limbourg                | 104,53                  | 103,11                     | 1,42                       | 31 937     | 1er janvier 2016    | 309,74                | Jos Hessels                   | CDA             | Carte de localisation d'Echt-Susteren                    |
| L'Écluse                      | Zélande                 | 307,16                  | 279,67                     | 27,49                      | 23 651     | 1er janvier 2016    | 84,57                 | Marga Vermue-Vermue           | CDA             | Carte de localisation de L'Écluse                        |
| Edam-Volendam                 | Hollande-Septentrionale | 80,00                   | 54,33                      | 25,67                      | 29 219     | 1er janvier 2016    | 1 791,48              | Willem van Beek               | CDA             | Carte de localisation d'Edam-Volendam                    |
| Ede                           | Gueldre                 | 318,62                  | 318,18                     | 0,44                       | 115 710    | 1er janvier 2019    | 363,66                | René Verhulst                 | CDA             | Carte de localisation d'Ede                              |
| Eemnes                        | Utrecht                 | 33,70                   | 31,06                      | 2,64                       | 8 877      | 1er janvier 2016    | 285,80                | Roland van Benthem            | VVD             | Carte de localisation d'Eemnes                           |
| Eemsdelta                     | Groningue               | 364,07                  | 267,89                     | 96,18                      | 45 609     | 1er août 2020       | 170,25                | Gerard Beukema                | PvdA            | Carte de localisation d'Eemsdelta                        |
| Eersel                        | Brabant-Septentrional   | 83,33                   | 82,47                      | 0,86                       | 18 553     | 1er janvier 2016    | 224,97                | Anja Thijs-Rademakers         | CDA             | Carte de localisation d'Eersel                           |
| Eijsden-Margraten             | Limbourg                | 78,32                   | 77,40                      | 0,92                       | 25 128     | 1er janvier 2016    | 324,65                | Dieudonné Akkermans           | CDA             | Carte de localisation d'Eijsden-Margraten                |
| Eindhoven                     | Brabant-Septentrional   | 88,92                   | 87,66                      | 1,26                       | 231 642    | 1er janvier 2019    | 2 642,50              | John Jorritsma                | VVD             | Carte de localisation d'Eindhoven                        |
| Elburg                        | Gueldre                 | 65,91                   | 63,82                      | 2,09                       | 22 930     | 1er janvier 2016    | 359,29                | Frans de Lange                | CU              | Carte de localisation d'Elburg                           |
| Emmen                         | Drenthe                 | 346,26                  | 335,18                     | 11,08                      | 107 113    | 1er janvier 2019    | 319,57                | Eric van Oosterhout           | PvdA            | Carte de localisation d'Emmen                            |
| Enkhuizen                     | Hollande-Septentrionale | 116,25                  | 12,42                      | 103,83                     | 18 468     | 1er janvier 2016    | 1 486,96              | Jan Baas                      | PvdA            | Carte de localisation d'Enkhuizen                        |
| Enschede                      | Overijssel              | 142,72                  | 140,83                     | 1,89                       | 158 986    | 1er janvier 2019    | 1 128,92              | Onno van Veldhuizen           | D66             | Carte de localisation d'Enschede                         |
| Epe                           | Gueldre                 | 157,37                  | 156,29                     | 1,08                       | 32 271     | 1er janvier 2016    | 206,48                | Hans van der Hoeve            | VVD             | Carte de localisation d'Epe                              |
| Ermelo                        | Gueldre                 | 87,33                   | 85,62                      | 1,71                       | 26 506     | 1er janvier 2016    | 309,58                | André Baars                   | CDA             | Carte de localisation d'Ermelo                           |
| Etten-Leur                    | Brabant-Septentrional   | 55,92                   | 55,36                      | 0,56                       | 42 834     | 1er janvier 2016    | 773,74                | Hélène van Rijnbach-de Groot  | CDA             | Carte de localisation d’Etten-Leur                       |
| Fauquemont-sur-Gueule         | Limbourg                | 36,92                   | 36,73                      | 0,19                       | 16 512     | 1er janvier 2016    | 449,55                | Martin Eurlings               | CDA             | Carte de localisation de Fauquemont-sur-Gueule           |
| Flardingue                    | Hollande-Méridionale    | 26,69                   | 23,64                      | 3,05                       | 71 888     | 1er janvier 2016    | 3 040,95              | Bas Eenhoorn                  | VVD             | Carte de localisation de Flardingue                      |
| Flessingue                    | Zélande                 | 344,83                  | 34,18                      | 310,65                     | 44 438     | 1er janvier 2016    | 1 300,12              | Bas van den Tillaar           | CDA             | Carte de localisation de Flessingue                      |
| De Fryske Marren              | Frise                   | 559,93                  | 361,83                     | 198,10                     | 51 277     | 1er janvier 2016    | 141,72                | Fred Veenstra                 | CDA             | Carte de localisation de De Fryske Marren                |
| Geldrop-Mierlo                | Brabant-Septentrional   | 31,39                   | 31,02                      | 0,37                       | 38 886     | 1er janvier 2016    | 1 253,58              | Berry Link                    | CDA             | Carte de localisation de Geldrop-Mierlo                  |
| Gemert-Bakel                  | Brabant-Septentrional   | 123,34                  | 122,53                     | 0,81                       | 29 653     | 1er janvier 2016    | 242,01                | Jan van Zomeren               | PvdA            | Carte de localisation de Gemert-Bakel                    |
| Gennep                        | Limbourg                | 50,42                   | 47,71                      | 2,71                       | 17 092     | 1er janvier 2016    | 358,25                | Peter de Koning               | VVD             | Carte de localisation de Gennep                          |
| Gilze en Rijen                | Brabant-Septentrional   | 65,66                   | 65,49                      | 0,17                       | 26 156     | 1er janvier 2016    | 339,39                | Jan Boelhouwer                | PvdA            | Carte de localisation de Gilze en Rijen                  |
| Goeree-Overflakkee            | Hollande-Méridionale    | 422,34                  | 262,00                     | 160,34                     | 48 317     | 1er janvier 2016    | 184,42                | Ada Grootenboer-Dubbelman     | CDA             | Carte de localisation de Goeree-Overflakkee              |
| Goes                          | Zélande                 | 101,92                  | 92,68                      | 9,24                       | 37 213     | 1er janvier 2016    | 401,52                | Margo Mulder                  | PvdA            | Carte de localisation de Goes                            |
| Goirle                        | Brabant-Septentrional   | 42,34                   | 42,07                      | 0,27                       | 23 114     | 1er janvier 2016    | 549,42                | Machteld Rijsdorp             | VVD             | Carte de localisation de Goirle                          |
| Gooise Meren                  | Hollande-Septentrionale | 75,22                   | 41,59                      | 33,63                      | 57 715     | 1er janvier 2019    | 1 387,71              | Albertine van Vliet-Kuiper    | D66             | Carte de localisation de Gooise Meren                    |
| Gorinchem                     | Hollande-Méridionale    | 21,93                   | 18,92                      | 3,01                       | 35 255     | 1er janvier 2016    | 1 863,37              | Reinie Melissant-Briene       | CDA             | Carte de localisation de Gorinchem                       |
| Gouda                         | Hollande-Méridionale    | 18,11                   | 16,86                      | 1,25                       | 71 184     | 1er janvier 2016    | 4 222,06              | Mirjam Salet                  | PvdA            | Carte de localisation de Gouda                           |
| Grave                         | Brabant-Septentrional   | 28,03                   | 27,18                      | 0,85                       | 12 639     | 1er janvier 2016    | 465,01                | Lex Roolvink                  | VVD             | Carte de localisation de Grave                           |
| Groningue                     | Groningue               | 197,96                  | 185,60                     | 12,36                      | 231 299    | 1er janvier 2019    | 1 738,31              | Koen Schuiling                | VVD             | Carte de localisation de Groningue                       |
| Gulpen-Wittem                 | Limbourg                | 73,35                   | 73,16                      | 0,19                       | 14 526     | 1er janvier 2016    | 198,55                | Bas van den Tillaar           | CDA             | Carte de localisation de Gulpen-Wittem                   |
| Haaksbergen                   | Overijssel              | 105,50                  | 104,89                     | 0,61                       | 24 329     | 1er janvier 2016    | 231,95                | Gerrit Jan Kok                | VVD             | Carte de localisation de Haaksbergen                     |
| Haarlem                       | Hollande-Septentrionale | 32,09                   | 29,17                      | 2,92                       | 161 265    | 1er janvier 2019    | 5 528,45              | Jos Wienen                    | CDA             | Carte de localisation de Haarlem                         |
| Haarlemmermeer                | Hollande-Septentrionale | 206,31                  | 197,48                     | 8,83                       | 154 235    | 1er janvier 2019    | 781,02                | Marianne Schuurmans-Wijdeven  | VVD             | Carte de localisation de Haarlemmermeer                  |
| Halderberge                   | Brabant-Septentrional   | 75,21                   | 74,56                      | 0,65                       | 29 532     | 1er janvier 2016    | 396,08                | Giel Janssen                  | VVD             | Carte de localisation de Halderberge                     |
| Hardenberg                    | Overijssel              | 317,14                  | 312,47                     | 4,67                       | 59 697     | 1er janvier 2016    | 191,05                | Peter Snijders                | VVD             | Carte de localisation de Hardenberg                      |
| Harderwijk                    | Gueldre                 | 48,27                   | 38,59                      | 9,68                       | 45 973     | 1er janvier 2016    | 1 191,32              | Harm-Jan van Schaik           | CDA             | Carte de localisation de Harderwijk                      |
| Hardinxveld-Giessendam        | Hollande-Méridionale    | 19,35                   | 16,92                      | 2,43                       | 17 778     | 1er janvier 2016    | 1 050,71              | Roel Augusteijn               | CDA             | Carte de localisation de Hardinxveld-Giessendam          |
| Harlingen                     | Frise                   | 387,67                  | 25,03                      | 362,64                     | 15 807     | 1er janvier 2016    | 631,52                | Roel Sluiter                  | PvdA            | Carte de localisation de Harlingen                       |
| Hattem                        | Gueldre                 | 24,16                   | 23,11                      | 1,05                       | 11 894     | 1er janvier 2016    | 514,67                | Jan Willem Wiggers            | CDA             | Carte de localisation de Hattem                          |
| La Haye                       | Hollande-Méridionale    | 98,13                   | 82,45                      | 15,68                      | 537 833    | 1er janvier 2019    | 6 523,14              | Jan van Zanen                 | VVD             | Carte de localisation de La Haye                         |
| Heemskerk                     | Hollande-Septentrionale | 31,67                   | 27,26                      | 4,41                       | 39 303     | 1er janvier 2016    | 1 441,78              | Mieke Baltus                  | CDA             | Carte de localisation de Heemskerk                       |
| Heemstede                     | Hollande-Septentrionale | 9,64                    | 9,21                       | 0,43                       | 26 786     | 1er janvier 2016    | 2 908,36              | Marianne Heeremans            | PvdA            | Carte de localisation de Heemstede                       |
| Heerde                        | Gueldre                 | 80,42                   | 78,75                      | 1,67                       | 18 556     | 1er janvier 2016    | 235,63                | Inez Pijnenburg               | VVD             | Carte de localisation de Heerde                          |
| Heerenveen                    | Frise                   | 187,76                  | 180,86                     | 6,90                       | 50 273     | 1er janvier 2016    | 277,97                | Tjeerd van der Zwan           | PvdA            | Carte de localisation de Heerenveen                      |
| Heerhugowaard                 | Hollande-Septentrionale | 39,99                   | 38,21                      | 1,78                       | 56 742     | 1er janvier 2019    | 1 485,00              | Han ter Heegde                | VVD             | Carte de localisation de Heerhugowaard                   |
| Heerlen                       | Limbourg                | 45,53                   | 45,02                      | 0,51                       | 87 452     | 1er janvier 2016    | 1 942,51              | Roel Wever                    | VVD             | Carte de localisation de Heerlen                         |
| Heeze-Leende                  | Brabant-Septentrional   | 105,04                  | 104,00                     | 1,04                       | 15 653     | 1er janvier 2016    | 150,51                | Paul Verhoeven                | VVD             | Carte de localisation de Heeze-Leende                    |
| Heiloo                        | Hollande-Septentrionale | 19,01                   | 18,71                      | 0,30                       | 22 678     | 1er janvier 2016    | 1 212,08              | Hans Romeyn                   | CDA             | Carte de localisation de Heiloo                          |
| Le Helder                     | Hollande-Septentrionale | 178,80                  | 45,25                      | 133,55                     | 56 305     | 1er janvier 2016    | 1 244,31              | Jeroen Nobel                  | PvdA            | Carte de localisation de Den Helder                      |
| Hellendoorn                   | Overijssel              | 138,99                  | 138,07                     | 0,92                       | 35 650     | 1er janvier 2016    | 258,20                | Anneke Raven                  | CDA             | Carte de localisation de Hellendoorn                     |
| Hellevoetsluis                | Hollande-Méridionale    | 46,27                   | 31,56                      | 14,71                      | 38 610     | 1er janvier 2016    | 1 223,38              | Milène Junius                 | CDA             | Carte de localisation de Hellevoetsluis                  |
| Helmond                       | Brabant-Septentrional   | 54,75                   | 53,23                      | 1,52                       | 90 109     | 1er janvier 2016    | 1 692,82              | Elly Blanksma-van den Heuvel  | CDA             | Carte de localisation de Helmond                         |
| Hendrik-Ido-Ambacht           | Hollande-Méridionale    | 11,90                   | 10,61                      | 1,29                       | 30 966     | 1er janvier 2019    | 2 918, 57             | Jan Heijkoop                  | CDA             | Carte de localisation de Hendrik-Ido-Ambacht             |
| Hengelo                       | Overijssel              | 61,83                   | 60,90                      | 0,93                       | 81 074     | 1er janvier 2016    | 1 331,06              | Sander Schelberg              | VVD             | Carte de localisation de Hengelo                         |
| Heumen                        | Gueldre                 | 41,54                   | 39,85                      | 1,69                       | 16 363     | 1er janvier 2016    | 410,61                | Paul Mengde                   | PvdA            | Carte de localisation de Heumen                          |
| Heusden                       | Brabant-Septentrional   | 81,22                   | 78,87                      | 2,35                       | 43 274     | 1er janvier 2016    | 548,68                | Jan Hamming                   | PvdA            | Carte de localisation de Heusden                         |
| Hillegom                      | Hollande-Méridionale    | 13,48                   | 12,92                      | 0,56                       | 21 091     | 1er janvier 2016    | 1 632,43              | Arie van Erk                  | Ind.            | Carte de localisation de Hillegom                        |
| Hilvarenbeek                  | Brabant-Septentrional   | 96,49                   | 94,93                      | 1,56                       | 15 163     | 1er janvier 2016    | 159,73                | Ryan Palmen                   | VVD             | Carte de localisation de Hilvarenbeek                    |
| Hilversum                     | Hollande-Septentrionale | 46,35                   | 45,62                      | 0,73                       | 87 817     | 1er janvier 2016    | 1 924,97              | Pieter Broertjes              | PvdA            | Carte de localisation de Hilversum                       |
| Hoeksche Waard                | Hollande-Méridionale    | 323,68                  | 268,94                     | 54,74                      | 86 732     | 31 janvier 2019     | 322,50                | Govert Veldhuijzen            | CDA             | Carte de localisation de Heksche Waard                   |
| Hof van Twente                | Overijssel              | 215,41                  | 212,77                     | 2,64                       | 34 888     | 1er janvier 2016    | 163,97                | Ellen Nauta-van Moorsel       | CDA             | Carte de localisation de Hof van Twente                  |
| Het Hogeland                  | Groningue               | 907,58                  | 482,75                     | 424,83                     | 47 834     | 1er janvier 2020    | 99,09                 | Henk Jan Bolding              | CDA             | Carte de localisation de Het Hogeland                    |
| Hollands Kroon                | Hollande-Septentrionale | 662,20                  | 358,09                     | 304,11                     | 47 523     | 1er janvier 2016    | 132,71                | Jaap Nawijn                   | VVD             | Carte de localisation de Hollands Kroon                  |
| Hoogeveen                     | Drenthe                 | 129,25                  | 127,67                     | 1,58                       | 55 224     | 1er janvier 2016    | 432,55                | Karel Loohuis                 | PvdA            | Carte de localisation de Hoogeveen                       |
| Hoorn                         | Hollande-Septentrionale | 53,46                   | 20,38                      | 33,08                      | 73 004     | 1er janvier 2019    | 3 582,14              | Jan Nieuwenburg               | PvdA            | Carte de localisation de Hoorn                           |
| Horst aan de Maas             | Limbourg                | 191,92                  | 188,60                     | 3,32                       | 41 671     | 1er janvier 2016    | 220,95                | Kees van Rooij                | CDA             | Carte de localisation de Horst aan de Maas               |
| Houten                        | Utrecht                 | 58,99                   | 55,41                      | 3,58                       | 48 772     | 1er janvier 2016    | 880,20                | Wouter de Jong                | CU              | Carte de localisation de Houten                          |
| Huizen                        | Hollande-Septentrionale | 23,32                   | 15,81                      | 7,51                       | 41 273     | 1er janvier 2019    | 2 610,56              | Niek Meijer                   | VVD             | Carte de localisation de Huizen                          |
| Hulst                         | Zélande                 | 251,82                  | 201,44                     | 50,38                      | 27 376     | 1er janvier 2016    | 135,90                | Jan-Frans Mulder              | CDA             | Carte de localisation de Hulst                           |
| IJsselstein                   | Utrecht                 | 21,68                   | 21,15                      | 0,53                       | 34 102     | 1er janvier 2016    | 1 612,39              | Patrick van Domburg           | VVD             | Carte de localisation d'IJsselstein                      |
| Kaag en Braassem              | Hollande-Méridionale    | 72,24                   | 63,39                      | 8,85                       | 26 104     | 1er janvier 2016    | 411,80                | Marina van der Velde-Menting  | VVD             | Carte de localisation de Kaag en Braassem                |
| Kampen                        | Overijssel              | 161,79                  | 142,64                     | 19,15                      | 51 939     | 1er janvier 2016    | 364,13                | Bort Koelewijn                | CU              | Carte de localisation de Kampen                          |
| Kapelle                       | Zélande                 | 49,63                   | 37,13                      | 12,50                      | 12 640     | 1er janvier 2016    | 340,43                | Huub Hieltjes                 | VVD             | Carte de localisation de Kapelle                         |
| Katwijk                       | Hollande-Méridionale    | 31,13                   | 24,54                      | 6,59                       | 64 196     | 1er janvier 2016    | 2 615,97              | Cornelis Visser               | CDA             | Carte de localisation de Katwijk                         |
| Kerkrade                      | Limbourg                | 22,13                   | 21,90                      | 0,23                       | 46 031     | 1er janvier 2016    | 2 101,87              | Jos Som                       | CDA             | Carte de localisation de Kerkrade                        |
| Koggenland                    | Hollande-Septentrionale | 84,13                   | 80,52                      | 3,61                       | 22 474     | 1er janvier 2016    | 279,11                | Rob Posthumus                 | VVD             | Carte de localisation de Koggenland                      |
| Krimpen aan den IJssel        | Hollande-Méridionale    | 8,95                    | 7,80                       | 1,15                       | 29 059     | 1er janvier 2016    | 3 725,51              | Martijn Vroom                 | CDA             | Carte de localisation de Krimpen aan den IJssel          |
| Krimpenerwaard                | Hollande-Méridionale    | 161,31                  | 148,40                     | 12,91                      | 56 048     | 1er janvier 2019    | 377,69                | Roel Cazemier                 | VVD             | Carte de localisation de Krimpenerwaard                  |
| Laarbeek                      | Brabant-Septentrional   | 56,17                   | 55,37                      | 0,80                       | 21 961     | 1er janvier 2016    | 396,62                | Frans Ronnes                  | CDA             | Carte de localisation de Laarbeek                        |
| Landerd                       | Brabant-Septentrional   | 70,71                   | 70,38                      | 0,33                       | 15 314     | 1er janvier 2016    | 217,59                | Marnix Bakermans              | Ind.            | Carte de localisation de Landerd                         |
| Landgraaf                     | Limbourg                | 24,66                   | 24,58                      | 0,08                       | 37 471     | 1er janvier 2016    | 1 524,45              | Raymond Vlecken               | CDA             | Carte de localisation de Landgraaf                       |
| Landsmeer                     | Hollande-Septentrionale | 26,50                   | 22,53                      | 3,97                       | 11 488     | 1er janvier 2019    | 509,90                | Astrid Nienhuis               | VVD             | Carte de localisation de Landsmeer                       |
| Langedijk                     | Hollande-Septentrionale | 27,03                   | 24,04                      | 2,99                       | 27 449     | 1er janvier 2016    | 1 141,81              | Hans Cornelisse               | CDA             | Carte de localisation de Langedijk                       |
| Lansingerland                 | Hollande-Méridionale    | 56,37                   | 53,41                      | 2,96                       | 61 601     | 1er janvier 2019    | 1 153,36              | Pieter van de Stadt           | VVD             | Carte de localisation de Lansingerland                   |
| Laren                         | Hollande-Septentrionale | 12,41                   | 12,41                      | 0,00                       | 10 962     | 1er janvier 2016    | 883,32                | Elbert Roest                  | D66             | Carte de localisation de Laren                           |
| Leeuwarden                    | Frise                   | 255,62                  | 238,38                     | 17,24                      | 123 107    | 1er janvier 2019    | 516,43                | Sybrand van Haersma Buma      | CDA             | Carte de localisation de Leeuwarden                      |
| Leiderdorp                    | Hollande-Méridionale    | 12,28                   | 11,55                      | 0,73                       | 27 010     | 1er janvier 2016    | 2 338,53              | Laila Driessen-Jansen         | VVD             | Carte de localisation de Leiderdorp                      |
| Leidschendam-Voorburg         | Hollande-Méridionale    | 35,62                   | 32,70                      | 2,92                       | 74 227     | 1er janvier 2016    | 2 269,94              | Hans van der Sluijs           | VVD             | Carte de localisation de Leidschendam-Voorburg           |
| Lelystad                      | Flevoland               | 765,45                  | 231,54                     | 533,91                     | 76 810     | 1er janvier 2016    | 331,74                | Henry Meijdam                 | VVD             | Carte de localisation de Lelystad                        |
| Leudal                        | Limbourg                | 164,89                  | 162,78                     | 2,11                       | 36 137     | 1er janvier 2016    | 222,00                | Arno Verhoeven                | Ind.            | Carte de localisation de Leudal                          |
| Leusden                       | Utrecht                 | 58,89                   | 58,63                      | 0,26                       | 29 313     | 1er janvier 2016    | 499,97                | Annemieke Vermeulen           | VVD             | Carte de localisation de Leusden                         |
| Leyde                         | Hollande-Méridionale    | 23,27                   | 21,91                      | 1,36                       | 124 899    | 1er janvier 2019    | 5 700,55              | Henri Lenferink               | PvdA            | Carte de localisation de Leyde                           |
| Lingewaard                    | Gueldre                 | 69,14                   | 62,23                      | 6,91                       | 45 952     | 1er janvier 2016    | 738,42                | Marianne Schuurmans-Wijdeven  | VVD             | Carte de localisation de Lingewaard                      |
| Lisse                         | Hollande-Méridionale    | 16,05                   | 15,69                      | 0,36                       | 22 800     | 1er janvier 2019    | 1 453,15              | Lies Spruit                   | PvdA            | Carte de localisation de Lisse                           |
| Lochem                        | Gueldre                 | 215,94                  | 213,03                     | 2,91                       | 33 590     | 1er janvier 2019    | 157,68                | Sebastiaan van 't Erve        | GL              | Carte de localisation de Lochem                          |
| Loon op Zand                  | Brabant-Septentrional   | 50,71                   | 50,15                      | 0,56                       | 22 928     | 1er janvier 2016    | 457,19                | Wim Luijendijk                | PvdA            | Carte de localisation de Loon op Zand                    |
| Lopik                         | Utrecht                 | 78,98                   | 75,75                      | 3,23                       | 14 163     | 1er janvier 2016    | 186,97                | Renate Westerlaken-Loos       | CDA             | Carte de localisation de Lopik                           |
| Losser                        | Overijssel              | 99,61                   | 98,82                      | 0,79                       | 22 450     | 1er janvier 2016    | 227,18                | Michael Sijbom                | CDA             | Carte de localisation de Losser                          |
| Maasdriel                     | Gueldre                 | 75,46                   | 66,02                      | 9,44                       | 24 088     | 1er janvier 2016    | 364,86                | Henny van Kooten              | SGP             | Carte de localisation de Maasdriel                       |
| Maasgouw                      | Limbourg                | 57,99                   | 45,83                      | 12,16                      | 23 757     | 1er janvier 2016    | 518,37                | Stef Strous                   | PvdA            | Carte de localisation de Maasgouw                        |
| Maassluis                     | Hollande-Méridionale    | 10,12                   | 8,49                       | 1,63                       | 32 287     | 1er janvier 2016    | 3 802,94              | Edo Haan                      | PvdA            | Carte de localisation de Maassluis                       |
| Maastricht                    | Limbourg                | 60,12                   | 55,99                      | 4,13                       | 121 565    | 1er janvier 2019    | 2 171,19              | Annemarie Penn-te Strake      | Ind.            | Carte de localisation de Maastricht                      |
| Medemblik                     | Hollande-Septentrionale | 257,56                  | 121,81                     | 135,75                     | 43 711     | 1er janvier 2016    | 358,85                | Frank Streng                  | VVD             | Carte de localisation de Medemblik                       |
| Meerssen                      | Limbourg                | 27,64                   | 27,14                      | 0,50                       | 19 046     | 1er janvier 2016    | 701,77                | Mirjam Clermonts-Aretz        | VVD             | Carte de localisation de Meerssen                        |
| Meierijstad                   | Brabant-Septentrional   | 185,52                  | 184,10                     | 1,42                       | 79 588     | 1er janvier 2017    | 432,31                | Kees van Rooij                | CDA             | Carte de localisation de Meierijstad                     |
| Meppel                        | Drenthe                 | 57,03                   | 55,69                      | 1,34                       | 32 791     | 1er janvier 2016    | 588,81                | Jan Westmaas                  | CDA             | Carte de localisation de Meppel                          |
| Middelbourg                   | Zélande                 | 53,04                   | 48,54                      | 4,50                       | 47 889     | 1er janvier 2016    | 986,59                | Harald Bergmann               | VVD             | Carte de localisation de Middelbourg                     |
| Midden-Delfland               | Hollande-Méridionale    | 49,38                   | 47,35                      | 2,03                       | 18 870     | 1er janvier 2016    | 398,52                | Arnoud Rodenburg              | CDA             | Carte de localisation de Midden-Delfland                 |
| Midden-Drenthe                | Drenthe                 | 345,87                  | 341,01                     | 4,86                       | 33 449     | 1er janvier 2016    | 98,09                 | Ton Baas                      | VVD             | Carte de localisation de Midden-Drenthe                  |
| Midden-Groningue              | Groningue               | 295,77                  | 280,00                     | 15,77                      | 60 899     | 1er janvier 2019    | 217,50                | Adriaan Hoogendoorn           | CU              | Carte de localisation de Midden-Groningue                |
| Mill en Sint Hubert           | Brabant-Septentrional   | 53,17                   | 52,28                      | 0,89                       | 10 791     | 1er janvier 2016    | 206,41                | Antoine Walraven              | VVD             | Carte de localisation de Mill en Sint Hubert             |
| Moerdijk                      | Brabant-Septentrional   | 184,03                  | 159,24                     | 24,79                      | 36 758     | 1er janvier 2016    | 230,83                | Jac Klijs                     | CDA             | Carte de localisation de Moerdijk                        |
| Molenlanden                   | Hollande-Méridionale    | 191,58                  | 181,73                     | 9,85                       | 43 858     | 1er janvier 2019    | 241,34                | Theo Segers                   | CU              | Carte de localisation de Molenlanden                     |
| Mont-Sainte-Gertrude          | Brabant-Septentrional   | 29,64                   | 26,64                      | 3,00                       | 21 628     | 1er janvier 2016    | 811,86                | Willemijn van Hees            | VVD             | Carte de localisation de Geertruidenberg                 |
| Montferland                   | Gueldre                 | 106,63                  | 105,68                     | 0,95                       | 35 174     | 1er janvier 2016    | 332,83                | Ina Leppink-Schuitema         | VVD             | Carte de localisation de Montferland                     |
| Montfoort                     | Utrecht                 | 38,20                   | 37,69                      | 0,51                       | 13 796     | 1er janvier 2016    | 366,04                | Petra van Hartskamp-de Jong   | VVD             | Carte de localisation de Montfoort                       |
| Mook en Middelaar             | Limbourg                | 18,81                   | 17,39                      | 1,42                       | 7 757      | 1er janvier 2016    | 446,06                | Willem Gradisen               | PvdA            | Carte de localisation de Mook en Middelaar               |
| Neder-Betuwe                  | Gueldre                 | 68,16                   | 60,64                      | 7,52                       | 23 051     | 1er janvier 2016    | 380,13                | Kees Veerhoek                 | VVD             | Carte de localisation de Neder-Betuwe                    |
| Nederweert                    | Limbourg                | 101,78                  | 100,23                     | 1,55                       | 16 798     | 1er janvier 2016    | 167,59                | Henk Evers                    | PvdA            | Carte de localisation de Nederweert                      |
| Nieuwegein                    | Utrecht                 | 25,65                   | 23,66                      | 1,99                       | 61 733     | 1er janvier 2016    | 2 609,17              | Frans Backhuijs               | VVD             | Carte de localisation de Nieuwegein                      |
| Nieuwkoop                     | Hollande-Méridionale    | 91,16                   | 78,88                      | 12,28                      | 27 437     | 1er janvier 2016    | 347,83                | Frans Buijserd                | CDA             | Carte de localisation de Nieuwkoop                       |
| Nijkerk                       | Gueldre                 | 72,10                   | 69,48                      | 2,62                       | 41 200     | 1er janvier 2016    | 592,98                | Gerard Renkema                | CDA             | Carte de localisation de Nijkerk                         |
| Nimègue                       | Gueldre                 | 57,63                   | 53,09                      | 4,54                       | 176 731    | 1er janvier 2019    | 3 328,89              | Hubert Bruls                  | CDA             | Carte de localisation de Nimègue                         |
| Nissewaard                    | Hollande-Méridionale    | 83,79                   | 73,58                      | 10,21                      | 84 797     | 1er janvier 2019    | 1 152,45              | Govert Veldhuijzen            | CDA             | Carte de localisation de Nissewaard                      |
| Noardeast-Fryslân             | Frise                   | 516,45                  | 377,83                     | 138,62                     | 45 181     | 1er janvier 2019    | 119,58                | Johannes Kramer               | FNP             | Carte de localisation de Noardeast-Fryslân               |
| Noordenveld                   | Drenthe                 | 205,32                  | 200,99                     | 4,33                       | 31 043     | 1er janvier 2016    | 154,45                | Klaas Smid                    | PvdA            | Carte de localisation de Noordenveld                     |
| Noordoostpolder               | Flevoland               | 595,43                  | 460,31                     | 135,12                     | 46 432     | 1er janvier 2016    | 100,87                | Aucke van der Werff           | CDA             | Carte de localisation de Noordoostpolder                 |
| Noordwijk                     | Hollande-Méridionale    | 74,94                   | 58,37                      | 16,57                      | 42 859     | 1er janvier 2019    | 734,26                | Jon Hermans-Vloedbeld         | VVD             | Carte de localisation de Noordwijk                       |
| Nuenen, Gerwen en Nederwetten | Brabant-Septentrional   | 33,94                   | 33,72                      | 0,22                       | 22 751     | 1er janvier 2016    | 674,70                | Maarten Houben                | CDA             | Carte de localisation de Nuenen, Gerwen en Nederwetten   |
| Nunspeet                      | Gueldre                 | 129,53                  | 128,79                     | 0,74                       | 26 835     | 1er janvier 2016    | 208,36                | Dick van Hemmen               | CDA             | Carte de localisation de Nunspeet                        |
| Oegstgeest                    | Hollande-Méridionale    | 7,97                    | 7,30                       | 0,67                       | 23 223     | 1er janvier 2016    | 3 181,23              | Emile Jaensch                 | VVD             | Carte de localisation d'Oegstgeest                       |
| Oirschot                      | Brabant-Septentrional   | 102,84                  | 101,78                     | 1,06                       | 18 196     | 1er janvier 2016    | 178,78                | Ruud Severijns                | PvdA            | Carte de localisation d'Oirschot                         |
| Oisterwijk                    | Brabant-Septentrional   | 65,13                   | 63,84                      | 1,29                       | 26 344     | 1er août 2020       | 412,66                | Hans Janssen                  | CDA             | Carte de localisation d'Oisterwijk                       |
| Oldambt                       | Groningue               | 295,96                  | 227,80                     | 68,16                      | 38 225     | 1er janvier 2016    | 167,80                | Cora-Yfke Sikkema             | GL              | Carte de localisation d'Oldambt                          |
| Oldebroek                     | Gueldre                 | 98,84                   | 97,65                      | 1,19                       | 23 598     | 1er janvier 2019    | 241,66                | Tanja Haseloop-Amsing         | VVD             | Carte de localisation d'Oldebroek                        |
| Oldenzaal                     | Overijssel              | 21,95                   | 21,55                      | 0,40                       | 32 106     | 1er janvier 2016    | 1 489,84              | Theo Schouten                 | PvdA            | Carte de localisation d'Oldenzaal                        |
| Olst-Wijhe                    | Overijssel              | 118,37                  | 114,08                     | 4,29                       | 17 884     | 1er janvier 2016    | 156,77                | Ton Strien                    | CDA             | Carte de localisation d'Olst-Wijhe                       |
| Ommen                         | Overijssel              | 182,01                  | 180,00                     | 2,01                       | 17 681     | 1er janvier 2016    | 98,23                 | Mark Boumans                  | VVD             | Carte de localisation d'Ommen                            |
| Oost Gelre                    | Gueldre                 | 110,12                  | 109,67                     | 0,45                       | 29 538     | 1er janvier 2016    | 269,34                | Annette Bronsvoort            | PvdA            | Carte de localisation d'Oost Gelre                       |
| Oosterhout                    | Brabant-Septentrional   | 73,09                   | 71,47                      | 1,62                       | 54 012     | 1er janvier 2016    | 755,73                | Stefan Huisman                | VVD             | Carte de localisation d'Oosterhout                       |
| Ooststellingwerf              | Frise                   | 226,11                  | 224,16                     | 1,95                       | 25 573     | 1er janvier 2016    | 114,08                | Harry Oosterman               | CDA             | Carte de localisation d'Ooststellingwerf                 |
| Oostzaan                      | Hollande-Septentrionale | 16,08                   | 11,53                      | 4,55                       | 9 757      | 1er janvier 2019    | 846,23                | Rob Meerhof                   | PvdA            | Carte de localisation d'Oostzaan                         |
| Opmeer                        | Hollande-Septentrionale | 41,94                   | 41,57                      | 0,37                       | 11 338     | 1er janvier 2016    | 272,74                | Gert Jan Nijpels              | VVD             | Carte de localisation d'Opmeer                           |
| Opsterland                    | Frise                   | 227,64                  | 224,63                     | 3,01                       | 29 836     | 1er janvier 2016    | 132,82                | Elisabeth van Selm            | D66             | Carte de localisation d'Opsterland                       |
| Oss                           | Brabant-Septentrional   | 159,87                  | 152,42                     | 7,45                       | 90 019     | 1er janvier 2016    | 590,60                | Wobine Buijs-Glaudemans       | VVD             | Carte de localisation d'Oss                              |
| Oude IJsselstreek             | Gueldre                 | 137,94                  | 136,40                     | 1,54                       | 39 653     | 1er janvier 2016    | 290,71                | Steven de Vreeze              | PvdA            | Carte de localisation d'Oude IJsselstreek                |
| Ouder-Amstel                  | Hollande-Septentrionale | 25,78                   | 24,08                      | 1,70                       | 14 065     | 1er août 2020       | 584,09                | Joyce Langenacker             | PvdA            | Carte de localisation d'Ouder-Amstel                     |
| Oudewater                     | Utrecht                 | 40,10                   | 39,11                      | 0,99                       | 10 055     | 1er janvier 2016    | 257,10                | Pieter Verhoeve               | SGP             | Carte de localisation d'Oudewater                        |
| Overbetuwe                    | Gueldre                 | 115,08                  | 109,36                     | 5,72                       | 47 003     | 1er janvier 2016    | 429,80                | Toon van Asseldonk            | D66             | Carte de localisation d'Overbetuwe                       |
| Papendrecht                   | Hollande-Méridionale    | 10,79                   | 9,48                       | 1,31                       | 32 268     | 1er janvier 2016    | 3 403,80              | Kees de Bruin                 | VVD             | Carte de localisation de Papendrecht                     |
| Peel en Maas                  | Limbourg                | 161,35                  | 159,44                     | 1,91                       | 43 320     | 1er janvier 2016    | 271,70                | Wilma Delissen-van Tongerlo   | VVD             | Carte de localisation de Peel en Maas                    |
| Pekela                        | Groningue               | 50,20                   | 49,10                      | 1,10                       | 12 594     | 1er janvier 2016    | 256,50                | Jaap Kuin                     | PvdA            | Carte de localisation de Pekela                          |
| Pijnacker-Nootdorp            | Hollande-Méridionale    | 38,61                   | 37,36                      | 1,25                       | 51 880     | 1er janvier 2016    | 1 388,65              | Francisca Ravestein           | D66             | Carte de localisation de Pijnacker-Nootdorp              |
| Purmerend                     | Hollande-Septentrionale | 24,56                   | 23,39                      | 1,17                       | 79 936     | 1er janvier 2016    | 3 417,53              | Don Bijl                      | Ind.            | Carte de localisation de Purmerend                       |
| Putten                        | Gueldre                 | 87,41                   | 85,12                      | 2,29                       | 24 489     | 1er janvier 2016    | 287,70                | Henk Lambooij                 | SGP             | Carte de localisation de Putten                          |
| Raalte                        | Overijssel              | 172,29                  | 171,08                     | 1,21                       | 36 697     | 1er janvier 2016    | 214,50                | Martijn Dadema                | GL              | Carte de localisation de Raalte                          |
| Reimerswaal                   | Zélande                 | 242,42                  | 101,99                     | 140,43                     | 22 260     | 1er janvier 2016    | 218,26                | José van Egmond               | CDA             | Carte de localisation de Reimerswaal                     |
| Renkum                        | Gueldre                 | 47,23                   | 46,01                      | 1,22                       | 31 247     | 1er janvier 2016    | 679,13                | Jean Paul Gebben              | VVD             | Carte de localisation de Renkum                          |
| Renswoude                     | Utrecht                 | 18,51                   | 18,40                      | 0,11                       | 5 259      | 1er janvier 2019    | 285,82                | Petra Doornenbal-van der Vlis | CDA             | Carte de localisation de Renswoude                       |
| Reusel-De Mierden             | Brabant-Septentrional   | 78,64                   | 77,93                      | 0,71                       | 12 809     | 1er janvier 2016    | 164,37                | Harrie Tuerlings              | CDA             | Carte de localisation de Reusel-De Mierden               |
| Rheden                        | Gueldre                 | 84,35                   | 81,76                      | 2,59                       | 43 816     | 1er janvier 2016    | 535,91                | Carol van Eert                | PvdA            | Carte de localisation de Rheden                          |
| Rhenen                        | Utrecht                 | 43,76                   | 42,08                      | 1,68                       | 19 402     | 1er janvier 2016    | 461,07                | Hans van der Pas              | PvdA            | Carte de localisation de Rhenen                          |
| Ridderkerk                    | Hollande-Méridionale    | 25,26                   | 23,74                      | 1,52                       | 45 100     | 1er janvier 2016    | 1 899,75              | Anny Attema                   | PvdA            | Carte de localisation de Ridderkerk                      |
| Rijssen-Holten                | Overijssel              | 94,38                   | 94,13                      | 0,25                       | 37 873     | 1er janvier 2016    | 402,35                | Arco Hofland                  | CDA             | Carte de localisation de Rijssen-Holten                  |
| Roerdalen                     | Limbourg                | 88,70                   | 88,15                      | 0,55                       | 20 691     | 1er janvier 2016    | 234,72                | Monique de Boer-Beerta        | VVD             | Carte de localisation de Roerdalen                       |
| De Ronde Venen                | Utrecht                 | 116,98                  | 99,92                      | 17,06                      | 44 059     | 1er janvier 2019    | 440,94                | Maarten Divendal              | PvdA            | Carte de localisation de De Ronde Venen                  |
| Rosendael                     | Brabant-Septentrional   | 107,16                  | 106,42                     | 0,74                       | 76 968     | 1er janvier 2016    | 723,25                | Jacques Niederer              | VVD             | Carte de localisation de Rosendael                       |
| Rotterdam                     | Hollande-Méridionale    | 324,16                  | 217,57                     | 106,59                     | 644 618    | 1er janvier 2019    | 2 962,81              | Ahmed Aboutaleb               | PvdA            | Carte de localisation de Rotterdam                       |
| Rozendaal                     | Gueldre                 | 27,92                   | 27,90                      | 0,02                       | 1 497      | 1er janvier 2016    | 53,66                 | Ester Weststeijn-Vermaat      | Ind.            | Carte de localisation de Rozendaal                       |
| Rucphen                       | Brabant-Septentrional   | 64,47                   | 64,41                      | 0,06                       | 22 270     | 1er janvier 2016    | 345,75                | Marjolein van der Meer Mohr   | VVD             | Carte de localisation de Rucphen                         |
| Ruremonde                     | Limbourg                | 71,10                   | 60,84                      | 10,26                      | 57 085     | 1er janvier 2016    | 938,28                | Rianne Donders-de Leest       | CDA             | Carte de localisation de Ruremonde                       |
| Ryswick                       | Hollande-Méridionale    | 14,49                   | 13,96                      | 0,53                       | 53 467     | 1er janvier 2019    | 3 830,01              | Michel Bezuijen               | VVD             | Carte de localisation de Ryswick                         |
| Saint-Michel-Gestel           | Brabant-Septentrional   | 59,34                   | 58,44                      | 0,90                       | 28 413     | 1er janvier 2016    | 486,19                | Jan Pommer                    | CDA             | Carte de localisation de Saint-Michel-Gestel             |
| Schagen                       | Hollande-Septentrionale | 187,28                  | 167,91                     | 19,37                      | 46 163     | 1er janvier 2016    | 274,93                | Marjan van Kampen-Nouwen      | CDA             | Carte de localisation de Schagen                         |
| Scherpenzeel                  | Gueldre                 | 13,81                   | 13,79                      | 0,02                       | 9 531      | 1er janvier 2016    | 691,15                | Ben Visser                    | CU              | Carte de localisation de Scherpenzeel                    |
| Schiedam                      | Hollande-Méridionale    | 19,86                   | 18,02                      | 1,84                       | 77 051     | 1er janvier 2016    | 4 275,86              | Cor Lamers                    | CDA             | Carte de localisation de Schiedam                        |
| Schiermonnikoog               | Frise                   | 199,07                  | 40,50                      | 158,57                     | 953        | 1er août 2020       | 23,53                 | Ineke van Gent                | GL              | Carte de localisation de Schiermonnikoog                 |
| Schouwen-Duiveland            | Zélande                 | 488,21                  | 230,07                     | 258,14                     | 33 737     | 1er janvier 2016    | 146,64                | Gerard Rabelink               | Ind.            | Carte de localisation de Schouwen-Duiveland              |
| Simpelveld                    | Limbourg                | 16,02                   | 16,02                      | 0,00                       | 10 743     | 1er janvier 2016    | 670,60                | Richard de Boer               | VVD             | Carte de localisation de Simpelveld                      |
| Sint Anthonis                 | Brabant-Septentrional   | 99,76                   | 99,26                      | 0,50                       | 11 591     | 1er janvier 2016    | 116,77                | Marleen Sijbers               | VVD             | Carte de localisation de Sint Anthonis                   |
| Sittard-Geleen                | Limbourg                | 80,53                   | 79,02                      | 1,51                       | 93 555     | 1er janvier 2016    | 1 183,94              | Sjraar Cox                    | PvdA            | Carte de localisation de Sittard-Geleen                  |
| Sliedrecht                    | Hollande-Méridionale    | 14,01                   | 12,83                      | 1,18                       | 24 959     | 1er janvier 2016    | 1 945,36              | Bram van Hemmen               | CDA             | Carte de localisation de Sliedrecht                      |
| Smallingerland                | Frise                   | 126,17                  | 118,24                     | 7,93                       | 55 443     | 1er janvier 2016    | 468,90                | Tjeerd van Bekkum             | VVD             | Carte de localisation de Smallingerland                  |
| Soest                         | Utrecht                 | 46,43                   | 45,25                      | 0,18                       | 45 499     | 1er janvier 2016    | 983,76                | Rob Metz                      | VVD             | Carte de localisation de Soest                           |
| Someren                       | Brabant-Septentrional   | 81,50                   | 80,30                      | 1,20                       | 18 913     | 1er janvier 2016    | 235,53                | Alfred Veltman                | PvdA            | Carte de localisation de Someren                         |
| Son en Breugel                | Brabant-Septentrional   | 26,51                   | 25,95                      | 0,56                       | 16 427     | 1er janvier 2016    | 633,03                | Hans Gaillard                 | VVD             | Carte de localisation de Son en Breugel                  |
| Stadskanaal                   | Groningue               | 119,94                  | 117,67                     | 2,27                       | 32 629     | 1er janvier 2016    | 277,29                | Froukje de Jonge              | CDA             | Carte de localisation de Stadskanaal                     |
| Staphorst                     | Overijssel              | 135,69                  | 134,22                     | 1,47                       | 16 548     | 1er janvier 2016    | 123,29                | Theo Segers                   | CU              | Carte de localisation de Staphorst                       |
| Stede Broec                   | Hollande-Septentrionale | 16,37                   | 14,63                      | 1,74                       | 21 487     | 1er janvier 2016    | 1 468,69              | Marian Goldschmeding-Vlaar    | PvdA            | Carte de localisation de Stede Broec                     |
| Steenbergen                   | Brabant-Septentrional   | 159,14                  | 146,66                     | 12,48                      | 23 476     | 1er janvier 2016    | 160,07                | Ruud van den Belt             | VVD             | Carte de localisation de Steenbergen                     |
| Steenwijkerland               | Overijssel              | 321,59                  | 290,16                     | 31,43                      | 43 329     | 1er janvier 2016    | 149,33                | Marja van der Tas             | CDA             | Carte de localisation de Steenwijkerland                 |
| Stein                         | Limbourg                | 22,62                   | 21,15                      | 1,47                       | 25 056     | 1er janvier 2016    | 1 184,68              | Marion Leurs-Mordang          | PvdA            | Carte de localisation de Stein                           |
| Stichtse Vecht                | Utrecht                 | 106,82                  | 96,10                      | 10,72                      | 64 336     | 1er janvier 2019    | 669,47                | Ap Reinders                   | Ind.            | Carte de localisation de Stichtse Vecht                  |
| Súdwest Fryslân               | Frise                   | 841,56                  | 459,64                     | 381,92                     | 84 040     | 1er janvier 2016    | 182,84                | Jannewietske de Vries         | PvdA            | Carte de localisation de Súdwest-Fryslân                 |
| Terneuzen                     | Zélande                 | 317,76                  | 250,65                     | 67,11                      | 54 658     | 1er janvier 2016    | 218,07                | Jan Lonink                    | PvdA            | Carte de localisation de Terneuzen                       |
| Terschelling                  | Frise                   | 673,99                  | 85,26                      | 588,73                     | 4 807      | 1er août 2020       | 56,38                 | Caroline van de Pol           | VVD             | Carte de localisation de Terschelling                    |
| Texel                         | Hollande-Septentrionale | 463,16                  | 162,00                     | 301,16                     | 13 643     | 1er août 2020       | 84,22                 | Michiel Uitdehaag             | D66             | Carte de localisation de Texel                           |
| Teylingen                     | Hollande-Méridionale    | 33,49                   | 28,55                      | 4,94                       | 36 013     | 1er janvier 2016    | 1 261,40              | Carla Breuer                  | CDA             | Carte de localisation de Teylingen                       |
| Tholen                        | Zélande                 | 254,00                  | 147,09                     | 106,91                     | 25 418     | 1er janvier 2016    | 172,81                | Marleen Sijbers               | VVD             | Carte de localisation de Tholen                          |
| Tiel                          | Gueldre                 | 34,81                   | 32,27                      | 2,54                       | 41 502     | 1er janvier 2016    | 1 286,09              | Hans Beenakker                | VVD             | Carte de localisation de Tiel                            |
| Tilbourg                      | Brabant-Septentrional   | 118,13                  | 116,17                     | 1,96                       | 219 599    | 1er août 2020       | 1 890,32              | Theo Weterings                | VVD             | Carte de localisation de Tilbourg                        |
| Tubbergen                     | Overijssel              | 147,44                  | 147,03                     | 0,41                       | 21 115     | 1er janvier 2016    | 143,61                | Mervyn Stegers                | CDA             | Carte de localisation de Tubbergen                       |
| Twenterand                    | Overijssel              | 108,14                  | 106,32                     | 1,82                       | 33 848     | 1er janvier 2016    | 318,36                | Cornelis Visser               | CDA             | Carte de localisation de Twenterand                      |
| Tynaarlo                      | Drenthe                 | 147,70                  | 143,50                     | 4,20                       | 32 796     | 1er janvier 2016    | 228,54                | Marcel Thijsen                | Ind.            | Carte de localisation de Tynaarlo                        |
| Tytsjerksteradiel             | Frise                   | 161,41                  | 149,44                     | 11,97                      | 32 059     | 1er janvier 2016    | 214,53                | Eric ter Keurs                | VVD             | Carte de localisation de Tytsjerksteradiel               |
| Uden                          | Brabant-Septentrional   | 67,53                   | 67,05                      | 0,48                       | 41 248     | 1er janvier 2016    | 615,18                | Henk Hellegers                | PvdA            | Carte de localisation d'Uden                             |
| Uitgeest                      | Hollande-Septentrionale | 22,29                   | 19,19                      | 3,10                       | 13 359     | 1er janvier 2016    | 696,14                | Wendy Verkleij-Eimers         | VVD             | Carte de localisation d'Uitgeest                         |
| Uithoorn                      | Hollande-Septentrionale | 19,42                   | 18,14                      | 1,28                       | 29 424     | 1er janvier 2019    | 1 622,05              | Pieter Heiliegers             | VVD             | Carte de localisation d'Uithoorn                         |
| Urk                           | Flevoland               | 111,86                  | 13,15                      | 98,71                      | 20 776     | 1er janvier 2019    | 1 579,92              | Pieter van Maaren             | CDA             | Carte de localisation d'Urk                              |
| Utrecht                       | Utrecht                 | 99,21                   | 93,83                      | 5,38                       | 352 866    | 1er janvier 2019    | 3 760,69              | Sharon Dijksma                | PvdA            | Carte de localisation d'Utrecht                          |
| Utrechtse Heuvelrug           | Utrecht                 | 134,09                  | 132,24                     | 1,85                       | 48 522     | 1er janvier 2016    | 366,92                | Frits Naafs                   | VVD             | Carte de localisation d'Utrechtse Heuvelrug              |
| Vaals                         | Limbourg                | 23,87                   | 23,86                      | 0,01                       | 9 623      | 1er janvier 2016    | 403,31                | Reg van Loo                   | Ind.            | Carte de localisation de Vaals                           |
| Valkenswaard                  | Brabant-Septentrional   | 56,49                   | 55,01                      | 1,48                       | 30 260     | 1er janvier 2016    | 550,08                | Anton Ederveen                | CDA             | Carte de localisation de Valkenswaard                    |
| Veendam                       | Groningue               | 78,68                   | 76,07                      | 2,61                       | 27 475     | 1er janvier 2016    | 361,18                | Sipke Swierstra               | VVD             | Carte de localisation de Veendam                         |
| Veenendaal                    | Utrecht                 | 19,72                   | 19,46                      | 0,26                       | 65 589     | 1er janvier 2019    | 3 370,45              | Gert-Jan Kats                 | SGP             | Carte de localisation de Veenendaal                      |
| Veere                         | Zélande                 | 206,63                  | 133,13                     | 73,50                      | 21 961     | 1er janvier 2016    | 164,96                | Rob van der Zwaag             | CDA             | Carte de localisation de Veere                           |
| Veldhoven                     | Brabant-Septentrional   | 31,93                   | 31,73                      | 0,20                       | 44 322     | 1er janvier 2016    | 1 396,85              | Jack Mikkers                  | VVD             | Carte de localisation de Veldhoven                       |
| Velsen                        | Hollande-Septentrionale | 63,05                   | 44,78                      | 18,27                      | 67 470     | 1er janvier 2016    | 1 506,70              | Amy Koopmanschap              | GL              | Carte de localisation de Velsen                          |
| Venlo                         | Limbourg                | 128,99                  | 124,25                     | 4,74                       | 101 603    | 1er janvier 2019    | 817,73                | Antoin Scholten               | VVD             | Carte de localisation de Venlo                           |
| Venray                        | Limbourg                | 165,00                  | 163,38                     | 1,62                       | 43 311     | 1er janvier 2016    | 265,09                | Hans Gilissen                 | PvdA            | Carte de localisation de Venray                          |
| Vijfheerenlanden              | Utrecht                 | 153,31                  | 146,41                     | 6,9                        | 55 832     | 31 janvier 2019     | 381,34                | Sjors Fröhlich                | Ind.            | Carte de localisation de Vijfheerenlanden                |
| Vlieland                      | Frise                   | 315,80                  | 39,15                      | 276,65                     | 1 190      | 1er août 2020       | 30,40                 | Tineke Schokker               | CDA             | Carte de localisation de Vlieland                        |
| Voerendaal                    | Limbourg                | 31,52                   | 31,51                      | 0,01                       | 12 480     | 1er janvier 2016    | 396,06                | Wil Houben                    | VVD             | Carte de localisation de Voerendaal                      |
| Voorschoten                   | Hollande-Méridionale    | 11,56                   | 11,16                      | 0,40                       | 25 214     | 1er janvier 2016    | 2 259,32              | Jeroen Staatsen               | VVD             | Carte de localisation de Voorschoten                     |
| Voorst                        | Gueldre                 | 126,47                  | 123,07                     | 3,40                       | 23 983     | 1er janvier 2016    | 194,87                | Jos Penninx                   | PvdA            | Carte de localisation de Voorst                          |
| Vught                         | Brabant-Septentrional   | 34,69                   | 33,75                      | 0,94                       | 26 709     | 1er août 2020       | 791,38                | Roderick van de Mortel        | VVD             | Carte de localisation de Vught                           |
| Waadhoeke                     | Frise                   | 315,26                  | 284,86                     | 30,40                      | 46 039     | 1er janvier 2019    | 161,62                | Marga Waanders                | PvdA            | Carte de localisation de Waadhoeke                       |
| Waalre                        | Brabant-Septentrional   | 22,66                   | 22,40                      | 0,26                       | 17 027     | 1er janvier 2016    | 760,13                | Jan Brenninkmeijer            | CDA             | Carte de localisation de Waalre                          |
| Waddinxveen                   | Hollande-Méridionale    | 29,40                   | 27,90                      | 1,50                       | 26 066     | 1er janvier 2016    | 934,27                | Bert Cremers                  | PvdA            | Carte de localisation de Waddinxveen                     |
| Wageningue                    | Gueldre                 | 32,36                   | 30,49                      | 1,87                       | 37 865     | 1er janvier 2016    | 1 241,88              | Geert van Rumund              | PvdA            | Carte de localisation de Wageningue                      |
| Walwick                       | Brabant-Septentrional   | 67,65                   | 64,59                      | 3,06                       | 47 022     | 1er janvier 2016    | 728,01                | Nol Kleijngeld                | PvdA            | Carte de localisation de Walwick                         |
| Wassenaar                     | Hollande-Méridionale    | 62,37                   | 50,92                      | 11,45                      | 25 859     | 1er janvier 2016    | 507,84                | Jan Hoekema                   | D66             | Carte de localisation de Wassenaar                       |
| Waterland                     | Hollande-Septentrionale | 115,66                  | 52,11                      | 63,55                      | 17 315     | 1er janvier 2019    | 332,28                | Sicko Heldoorn                | PvdA            | Carte de localisation de Waterland                       |
| Weert                         | Limbourg                | 105,52                  | 104,52                     | 1,00                       | 49 097     | 1er janvier 2016    | 469,74                | Jos Heijmans                  | D66             | Carte de localisation de Weert                           |
| Weesp                         | Hollande-Septentrionale | 24,16                   | 21,79                      | 1,37                       | 20 219     | 1er août 2020       | 927,90                | Bas Jan van Bochove           | CDA             | Carte de localisation de Weesp                           |
| West Betuwe                   | Gueldre                 | 229,12                  | 216,12                     | 13,00                      | 50 697     | 1er janvier 2019    | 234,58                | Servaas Stoop                 | SGP             | Carte de localisation de West Betuwe                     |
| West Maas en Waal             | Gueldre                 | 85,21                   | 77,40                      | 7,81                       | 18 708     | 1er janvier 2016    | 241,71                | Thomas Steenkamp              | CDA             | Carte de localisation de West Maas en Waal               |
| Westerkwartier                | Groningue               | 368,74                  | 362,61                     | 6,13                       | 61 475     | 31 janvier 2019     | 169,53                | Ard van der Tuuk              | PvdA            | Carte de localisation de Westerkwartier                  |
| Westerveld                    | Drenthe                 | 282,74                  | 278,81                     | 3,93                       | 18 946     | 1er janvier 2016    | 67,95                 | Rikus Jager                   | CDA             | Carte de localisation de Westerveld                      |
| Westervoort                   | Gueldre                 | 7,84                    | 7,05                       | 0,79                       | 15 002     | 1er janvier 2016    | 2 127,94              | Arend van Hout                | VVD             | Carte de localisation de Westervoort                     |
| Westerwolde                   | Groningue               | 280,65                  | 275,77                     | 4,88                       | 25 110     | 31 janvier 2019     | 91,05                 | Jaap Velema                   | D66             | Carte de localisation de Westerwolde                     |
| Westland                      | Hollande-Méridionale    | 90,74                   | 81,27                      | 9,47                       | 108 603    | 1er janvier 2019    | 1 336,32              | Bouke Arends                  | PvdA            | Carte de localisation de Westland                        |
| Weststellingwerf              | Frise                   | 228,45                  | 221,19                     | 7,26                       | 25 518     | 1er janvier 2016    | 115,37                | Gerard van Klaveren           | VVD             | Carte de localisation de Weststellingwerf                |
| Westvoorne                    | Hollande-Méridionale    | 97,48                   | 53,23                      | 44,25                      | 14 205     | 1er janvier 2016    | 266,86                | Peter de Jonge                | PvdA            | Carte de localisation de Westvoorne                      |
| Wierden                       | Overijssel              | 95,39                   | 94,77                      | 0,62                       | 23 954     | 1er janvier 2016    | 252,76                | Henk Robben                   | CDA             | Carte de localisation de Wierden                         |
| Wijchen                       | Gueldre                 | 69,56                   | 66,49                      | 3,07                       | 40 804     | 1er janvier 2016    | 613,69                | Hans Verheijen                | CDA             | Carte de localisation de Wijchen                         |
| Wijdemeren                    | Hollande-Septentrionale | 76,36                   | 47,86                      | 28,50                      | 23 267     | 1er janvier 2016    | 486,15                | Martijn Smit                  | PvdA            | Carte de localisation de Wijdemeren                      |
| Wijk bij Duurstede            | Utrecht                 | 50,25                   | 47,56                      | 2,69                       | 23 374     | 1er janvier 2016    | 491,46                | Tjapko Poppens                | VVD             | Carte de localisation de Wijk bij Duurstede              |
| Winterswijk                   | Gueldre                 | 138,81                  | 138,15                     | 0,66                       | 28 937     | 1er janvier 2016    | 209,46                | Thijs van Beem                | PvdA            | Carte de localisation de Winterswijk                     |
| Woensdrecht                   | Brabant-Septentrional   | 91,91                   | 91,55                      | 0,36                       | 21 680     | 1er janvier 2016    | 236,81                | Steven Adriaansen             | VVD             | Carte de localisation de Woensdrecht                     |
| Woerden                       | Utrecht                 | 92,92                   | 89,35                      | 3,57                       | 51 156     | 1er janvier 2016    | 572,53                | Victor Molkenboer             | PvdA            | Carte de localisation de Woerden                         |
| De Wolden                     | Drenthe                 | 226,35                  | 224,77                     | 1,58                       | 23 729     | 1er janvier 2016    | 105,57                | Roger de Groot                | CDA             | Carte de localisation de De Wolden                       |
| Wormerland                    | Hollande-Septentrionale | 45,18                   | 38,74                      | 6,44                       | 15 675     | 1er janvier 2016    | 404,62                | Peter Tange                   | GL              | Carte de localisation de Wormerland                      |
| Woudenberg                    | Utrecht                 | 36,82                   | 36,53                      | 0,29                       | 12 551     | 1er janvier 2016    | 343,58                | Titia Cnossen                 | CU              | Carte de localisation de Woudenberg                      |
| Zaanstad                      | Hollande-Septentrionale | 83,24                   | 73,87                      | 9,37                       | 155 885    | 1er janvier 2019    | 2 110,26              | Jan Hamming                   | PvdA            | Carte de localisation de Zaanstad                        |
| Zaltbommel                    | Gueldre                 | 89,04                   | 79,61                      | 9,43                       | 27 549     | 1er janvier 2016    | 346,05                | Albert van den Bosch          | VVD             | Carte de localisation de Zaltbommel                      |
| Zandvoort                     | Hollande-Septentrionale | 43,97                   | 32,07                      | 11,90                      | 16 796     | 1er janvier 2016    | 523,73                | Niek Meijer                   | VVD             | Carte de localisation de Zandvoort                       |
| Zeewolde                      | Flevoland               | 268,86                  | 248,54                     | 20,32                      | 22 093     | 1er janvier 2016    | 88,89                 | Gerrit Jan Gorter             | Ind.            | Carte de localisation de Zeewolde                        |
| Zeist                         | Utrecht                 | 48,65                   | 48,51                      | 0,14                       | 62 319     | 1er janvier 2016    | 1 284,66              | Koos Janssen                  | CDA             | Carte de localisation de Zeist                           |
| Zevenaar                      | Gueldre                 | 106,10                  | 92,60                      | 13,50                      | 43 488     | 1er janvier 2019    | 469,63                | Luciën van Riswijk            | CDA             | Carte de localisation de Zevenaar                        |
| Zoetermeer                    | Hollande-Méridionale    | 37,05                   | 34,45                      | 2,60                       | 124 944    | 1er janvier 2019    | 3 626,82              | Charlie Aptroot               | VVD             | Carte de localisation de Zoetermeer                      |
| Zoeterwoude                   | Hollande-Méridionale    | 21,96                   | 21,26                      | 0,70                       | 8 122      | 1er janvier 2016    | 382,03                | Liesbeth Bloemen              | CDA             | Carte de localisation de Zoeterwoude                     |
| Zuidplas                      | Hollande-Méridionale    | 64,05                   | 58,02                      | 6,03                       | 42 762     | 1er janvier 2019    | 737,02                | Han Weber                     | D66             | Carte de localisation de Zuidplas                        |
| Zundert                       | Brabant-Septentrional   | 121,17                  | 120,78                     | 0,39                       | 21 483     | 1er janvier 2016    | 177,87                | Leny Poppe-de Looff           | CDA             | Carte de localisation de Zundert                         |
| Zutphen                       | Gueldre                 | 42,93                   | 40,95                      | 1,98                       | 47 609     | 1er janvier 2019    | 1 162,61              | Annemieke Vermeulen           | VVD             | Carte de localisation de Zutphen                         |
| Zwartewaterland               | Overijssel              | 87,86                   | 82,69                      | 5,17                       | 22 283     | 1er janvier 2016    | 269,48                | Eddy Bilder                   | CDA             | Carte de localisation de Zwartewaterland                 |
| Zwijndrecht                   | Hollande-Méridionale    | 22,77                   | 20,35                      | 2,42                       | 44 454     | 1er janvier 2016    | 2 184,47              | Hein van der Loo              | CDA             | Carte de localisation de Zwijndrecht                     |
| Zwolle                        | Overijssel              | 119,36                  | 111,10                     | 8,26                       | 128 831    | 1er janvier 2019    | 1 159,59              | Peter Snijders                | VVD             | Carte de localisation de Zwolle                          |

### Communes à statut particulier
| Commune        | Capitale   | Superficie | Population | Date de recensement | Densité (en hab./km2) | Carte                                   |
| -------------- | ---------- | ---------- | ---------- | ------------------- | --------------------- | --------------------------------------- |
| Bonaire        | Kralendijk | 288,00     | 17 408     | 1er janvier 2013    | 60,44                 | Carte de localisation de Bonaire        |
| Saba           | The Bottom | 13,00      | 1 991      | 1er janvier 2013    | 153,15                | Carte de localisation de Saba           |
| Saint-Eustache | Oranjestad | 21,00      | 4 020      | 1er janvier 2013    | 191,43                | Carte de localisation de Saint-Eustache |